# Levín
Levín (deutsch Lewin) ist ein Flecken in Tschechien. Er liegt sechs Kilometer nordwestlich von Úštěk und gehört zum Okres Litoměřice. Der Ort im Böhmischen Mittelgebirge befindet sich nordöstlich des Geltschberges auf einer steilen Anhöhe über dem Tal des Haberbaches (Černý potok).

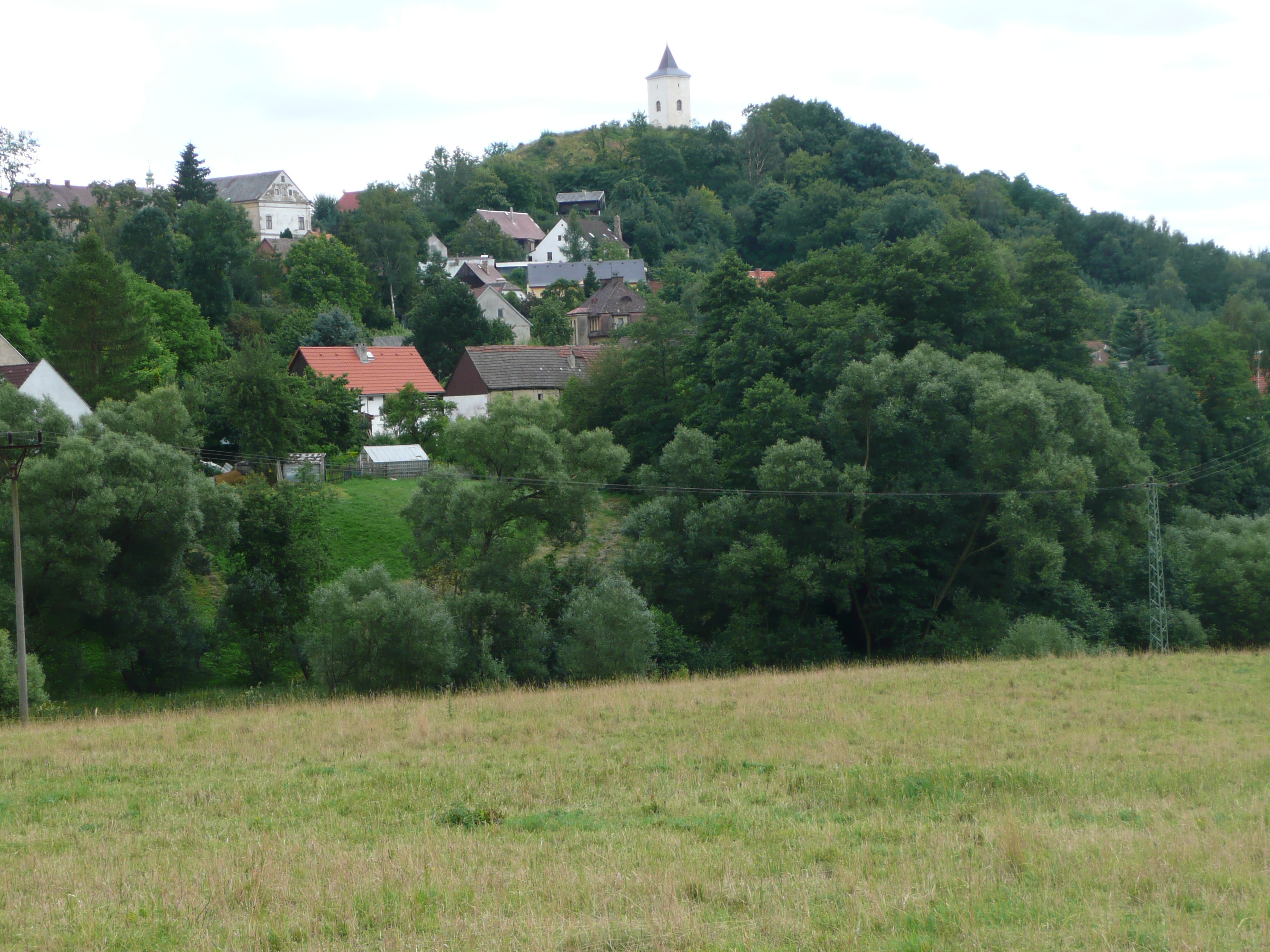
Ansicht von Levin von Loveckovice aus mit dem Turm auf dem Glockenberg

## Geschichte
Es wird angenommen, dass Lewin im 11. Jahrhundert entstand. Der Ort soll schon seit im 12. Jahrhundert Sitz einer Pfarrkirche gewesen sein, jedoch ist dies nicht belegbar. Erste schriftliche Nachweise über den Ort und die Burg stammen von 1352. 1422 wurde die Burg während der Hussitenkriege bei den Kämpfen um die Burg Kelch erobert und zerstört. Seit 1544 wurde Lewin als ein Städtchen bezeichnet und besaß ein Wappen, auf dem eine Mauer mit zwei Türmen und einem nach links blickenden Löwen dargestellt war. Über das heutige Wappen der Stadt ist nichts Näheres bekannt.
Die Einwohner lebten von der Landwirtschaft und dem Handwerk. Besondere Traditionen hatte die Lewiner Töpferei, deren erste Zunftprivilegien aus dem Jahre 1402 stammen sollen und deren Produkte als Lewiner Geschirr weit verbreitet waren. Eine alte Sage berichtet von einer Töpfersfrau, die in der Mitte des 14. Jahrhunderts gelebt und bösen Zauber ausgeübt haben soll und zur Strafe zu einem Vampir wurde.
Am 25. Mai 1791 vernichtete ein Großfeuer die gesamte Stadt, dabei gingen auch die Urkunden verloren. Im Jahre 1854 brach erneut ein Stadtbrand aus, der elf Opfer forderte.
In der Stadt an der Kaiserstraße von Wernstadt nach Auscha siedelte sich wegen der ungünstigen Hanglage keine Industrie an.
Mit der Eröffnung der Kaltwasserheilanstalt Bad Geltschberg im Jahre 1840 wurde Lewin zu einer beliebten Sommerfrische, zu der die Gäste ab 1890 auch mit der neu eröffneten Lokalbahn Großpriesen-Wernstadt-Auscha anreisen konnten. 1912 zählte Lewin mehr als 100 Häuser und hatte 570 Einwohner.
Nach dem Zweiten Weltkrieg und der Vertreibung der größtenteils deutschen Bewohner verlor Levín seine Bedeutung. Das Geltschbad wurde geschlossen. 1978 wurde die Eisenbahnstrecke stillgelegt. Der Maler und Keramiker Zdislav Hercík ließ die alten Traditionen der Lewiner Töpferkunst wiederaufleben. Ab 2011 führt die Keramikerin Magdalena Brožová die Tradition weiter und organisiert auch Keramik Märkte.
In den Kernort Levín verkehrt heute kein öffentliches Verkehrsmittel mehr, die Linienbusse fahren nur den im Tal des Černý potok gelegenen Ortsteil Horní Vysoké an. Seit 2006 ist Levín wieder ein Městys.

## Gemeindegliederung

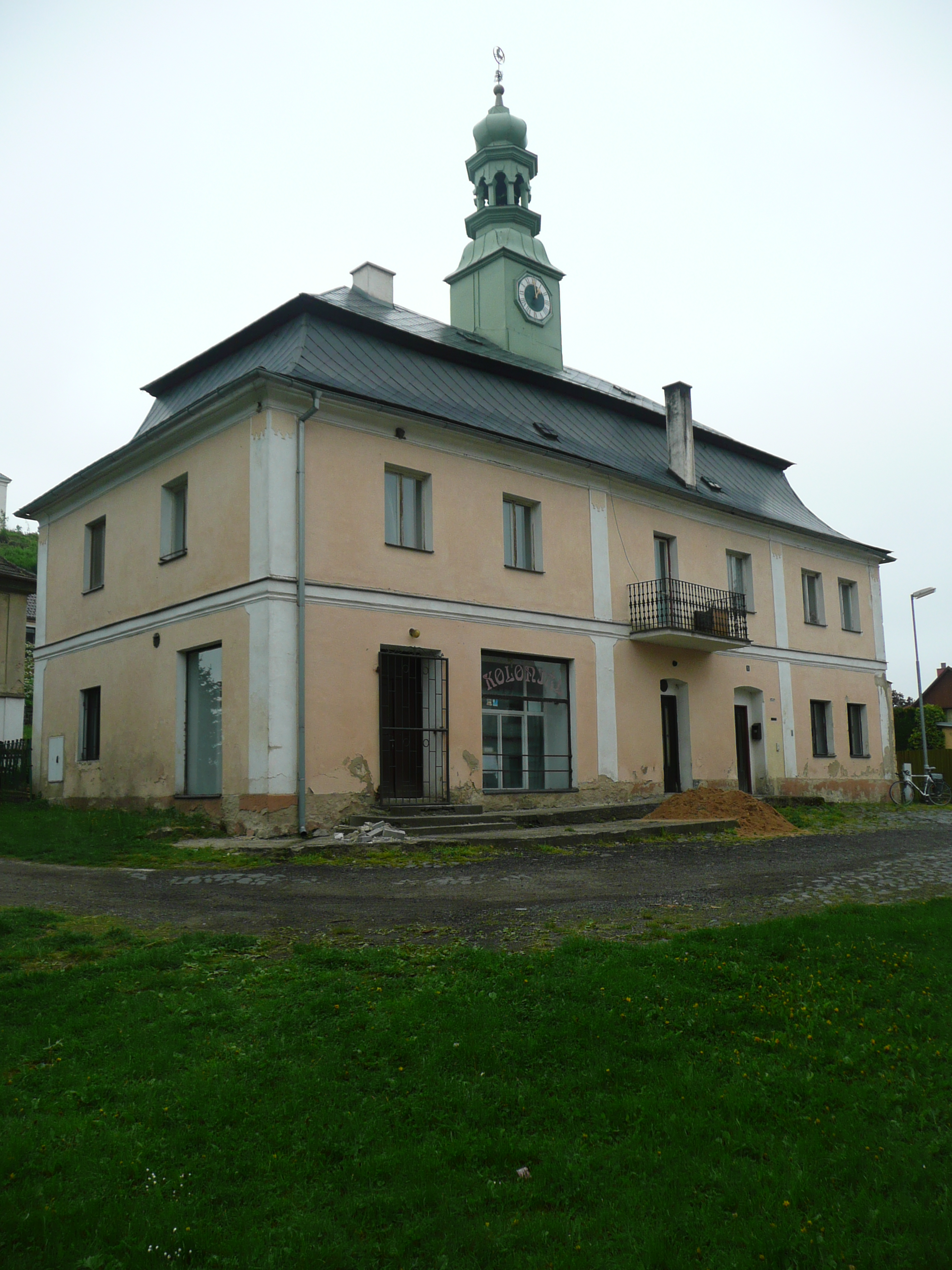
Ehemaliges Rathaus von Levin (2014)

Die Gemeinde Levín besteht aus den Ortsteilen Horní Vysoké (Oberwessig) und Levín (Lewin). Grundsiedlungseinheiten sind Bukovina (Gügel), Dolní Vysoké II (Unterwessig 2), Horní Vysoké und Levín. Zu Levín gehören außerdem die Ansiedlung Lázně Jeleč (Bad Geltschberg) sowie die Wohnplätze Muckov (Mutzka) und Hradec (Ratzken).
Das Gemeindegebiet gliedert sich in die Katastralbezirke Dolní Vysoké II, Levín u Litoměřic und Muckov.

## Sehenswürdigkeiten

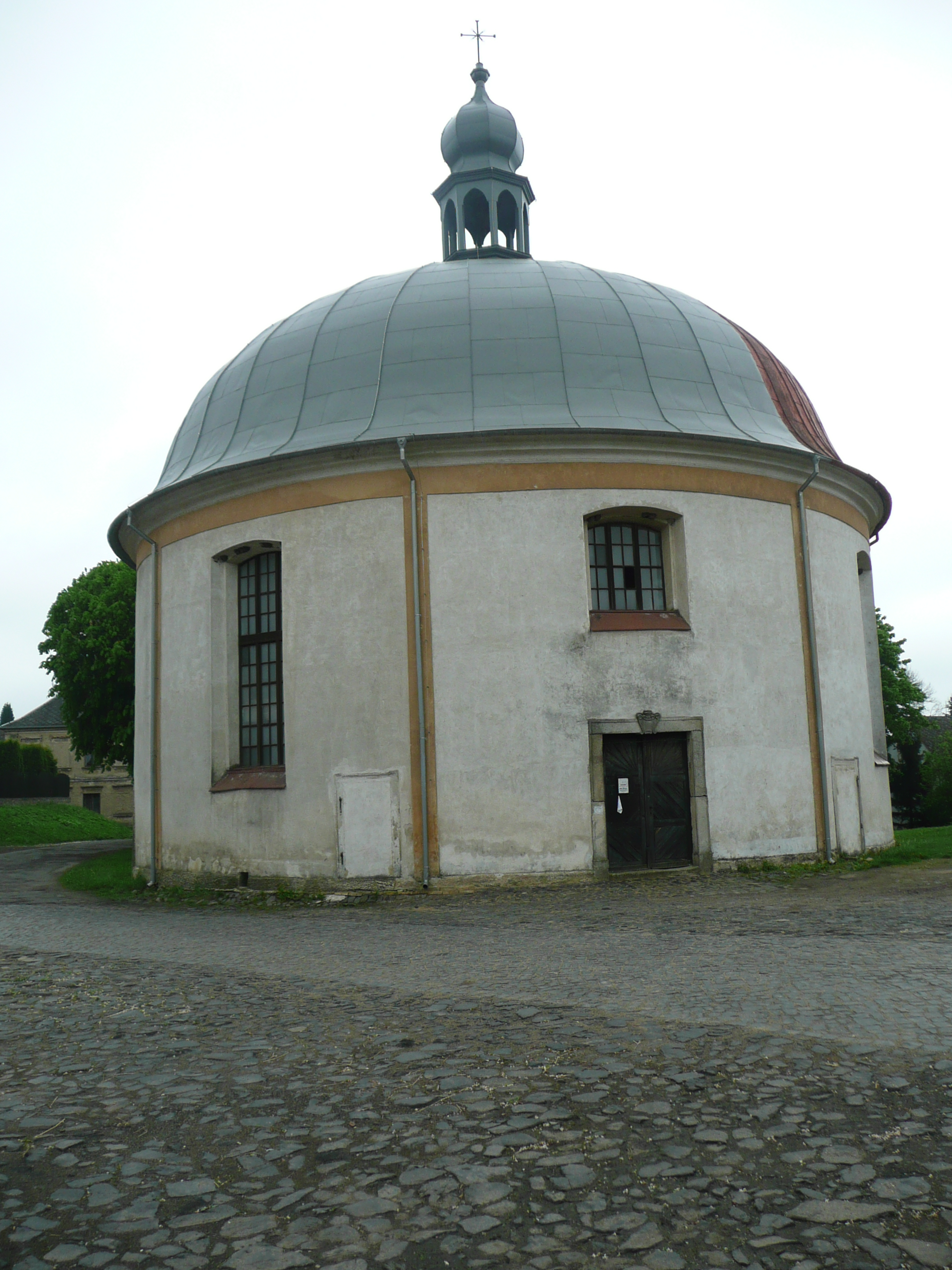
Die Rotunde der Pfarrkirche (2013)

- Die 1788 errichtete Pfarrkirche der Kreuzerhöhung befindet sich am Ring. Sie wurde an Stelle einer Kirche aus der Zeit vor den Hussitenkriegen errichtet. Nach einem Stadtbrand wurde der markante Rundbau 1798 neu errichtet.[8] Im Innern der barocken Rotunde befindet sich neben einem von Wilhelm Kandler geschaffenen Christuskopf auch eine rätselhafte mittelalterliche Steinplatte aus dem Vorgängerbau. Sie stammt aus dem 12. oder 13. Jahrhundert und trägt ein erhabenes Löwenrelief mit acht Majuskeln.
- Das am Ring gelegene Rathaus stammt aus dem Jahre 1793.
- Südlich von Levín befindet sich der Glockenberg (450 m), auf dem sich ein 1699 erbauter Glockenturm befindet. Der Turm wurde aus Resten der Burg Lewin errichtet. Vom ehemaligen Pfarrgarten bietet sich eine weite Sicht über das Böhmische Mittelgebirge bis zur Daubaer Schweiz. Am Berghang finden sich noch verwachsene Mauerreste der alten Burg, die 1878 durch Ausgrabungen unter Josef von Schroll freigelegt wurden.
- Nahe der Ortslage Hradec liegt auf dem Gipfel des Ratzkener Berges (442,5 m) das Familienmausoleum der Familie der Edlen von Schroll auf Liebeschitz. Das Bauwerk entstand 1881 nach Plänen des Architekten Zettel im antik-griechischen Stil. Der Berg bietet eine Sicht über das Auschaer Tal bis zum Říp (Georgsberg), Milešovka (Donnersberg) und Ronov (Ronberg). Auf seinem Gipfel wird eine frühzeitliche Kultstätte vermutet; er ist umgeben von einem teilweise vier Meter hohen Wall aus Erde und Klingstein.

## Söhne und Töchter der Stadt
- Johann Josef Leitenberger (1730–1802), österreichischer Textil-Großindustrieller
- Ignaz Leitenberger (* 1731, verstorben am 15. Januar 1809 in Lewin), Jesuit, 1753 bis 1768 Missionar in Quito, Sohn des Färbermeisters und Bürgers in Lewin Franz Leitenberger und Bruder des Johann Josef Leitenberger
- Franz Stadler (1760–1804), Musiker am Wiener Hoftheater